# ری موریس
ریچل ان «رِی» موریس (به انگلیسی: Rachel Anne Morris)، (زاده ۲ سپتامبر ۱۹۹۲)، خواننده و ترانه‌سرای انگلیسی است. او اولین آلبوم خود را با نام Unguarded در سال ۲۰۱۵ منتشر کرد. دومین آلبوم او، Someone Out There، در ژانویه ۲۰۱۸ منتشر شد.

## اوایل زندگی
موریس در بلکپول، لنکاوی، انگلستان به دنیا آمد، در چهار سالگی شروع به نواختن پیانو کرد. او در مدرسه سنت جورج تحصیل کرد و سپس در کالج کاردینال نیومن در پرستون، لنکاوی، در رشته موسیقی و نمایش در سطح A تحصیل کرد. او به عنوان پیشخدمت در زمین بلکپول اف سی کار کرده‌است.

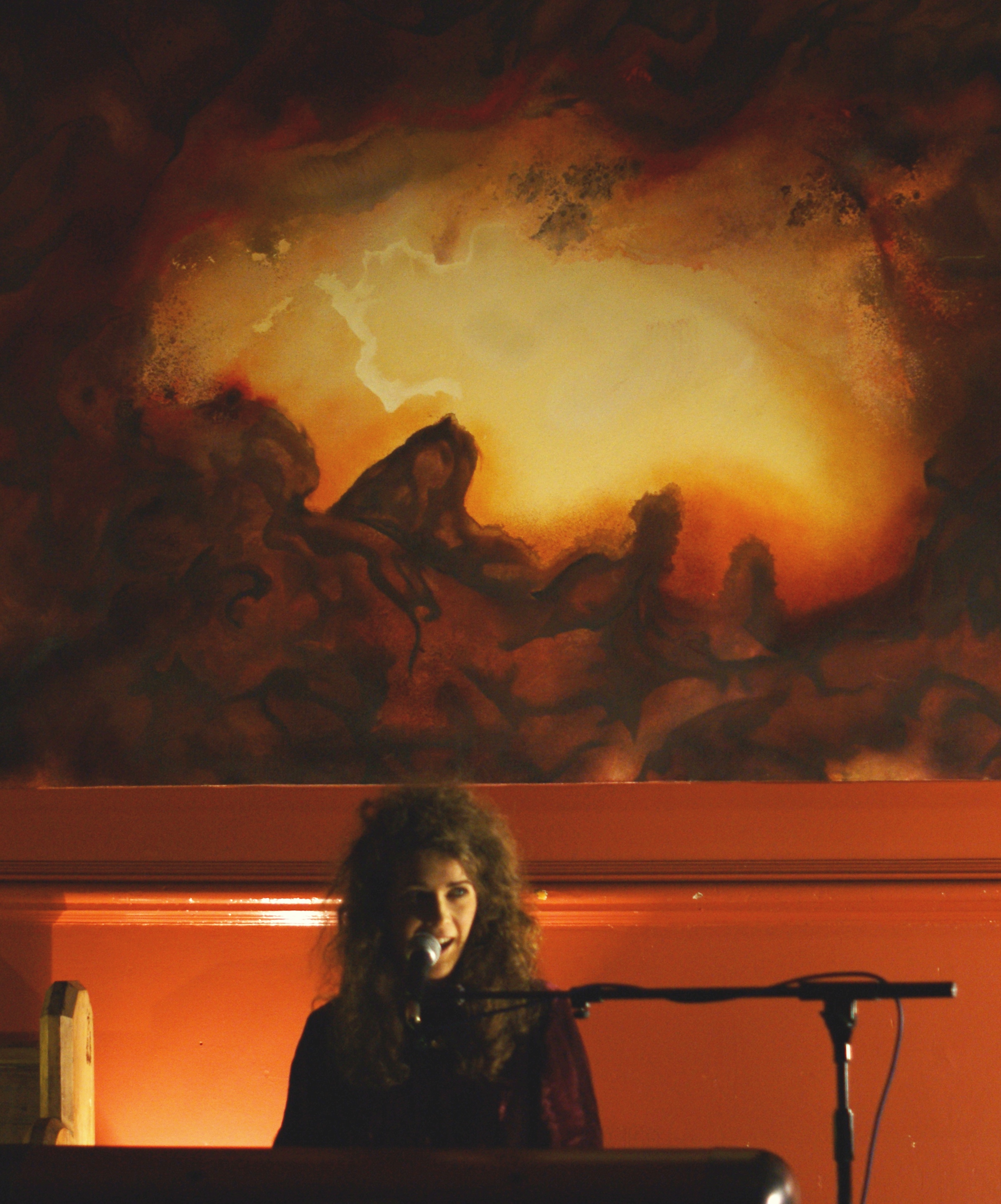
موریس در کرو بار، منچستر، در ژانویه ۲۰۱۱.

## ترانه‌شناسی

### آلبوم‌های استودیویی
| عنوان               | جزئیات                                                                                  | اوج موقعیت‌های نمودار |
| عنوان               | جزئیات                                                                                  | انگلستان             |
| ------------------- | --------------------------------------------------------------------------------------- | -------------------- |
| بدون محافظ          | - تاریخ انتشار: ۲۶ ژانویه ۲۰۱۵ - ناشر: آتلانتیک، وارنر - فرمت: سی دی، دانلود دیجیتال    | ۹                    |
| کسی بیرون وجود دارد | - تاریخ انتشار: ۲ فوریه ۲۰۱۸ - ناشر: آتلانتیک، وارنر - فرمت: سی دی، دانلود دیجیتال      | ۲۰                   |
| Rachel@Fairyland    | - تاریخ انتشار: ۸ ژوئیه ۲۰۲۲ - ناشر: آتلانتیک، وارنر - فرمت: دانلود دیجیتال، پخش جریانی | To be released       |

### تک آهنگ‌ها
| ۲۰۱۲                                                                | "نرو"                              | -                | بدون محافظ          |
| ۲۰۱۲                                                                | "رشد"                              | -                | بدون محافظ          |
| ۲۰۱۳                                                                | "از بالا"                          | Non-album single |                     |
| ۲۰۱۴                                                                | "آیا شما حتی می‌دانید؟"             | -                | بدون محافظ          |
| ۲۰۱۴                                                                | "سرد" (با حضور فرایرز)             | -                | بدون محافظ          |
| ۲۰۱۴                                                                | "نزدیکتر"                          | -                | بدون محافظ          |
| ۲۰۱۵                                                                | "زیر سایه ها"                      | ۵۳               | بدون محافظ          |
| ۲۰۱۵                                                                | "دوباره عشق"                       | ۸۳               | بدون محافظ          |
| ۲۰۱۷                                                                | "دوباره متولد شد"                  | -                | کسی بیرون وجود دارد |
| ۲۰۱۷                                                                | "انجام دهید"                       | -                | کسی بیرون وجود دارد |
| ۲۰۱۷                                                                | "اتلتیکو (تنها)"                   | -                | کسی بیرون وجود دارد |
| ۲۰۱۸                                                                | "مرا به حدم فشار بده"              | -                | کسی بیرون وجود دارد |
| ۲۰۱۸                                                                | "تن را پایین بیاور"                | -                | کسی بیرون وجود دارد |
| ۲۰۱۸                                                                | "کسی آنجا بیرون"                   | -                | کسی بیرون وجود دارد |
| ۲۰۱۸                                                                | "رقص با شخصیت"                     | -                | کسی بیرون وجود دارد |
| ۲۰۲۱                                                                | «Fish n Chips" (با حضور سوف آسپین) | Non-album single |                     |
| ۲۰۲۲                                                                | "هیچ زنی جزیره نیست"               | -                | Rachel@Fairyland    |
| ۲۰۲۲                                                                | "کفش دویدن"                        | -                | Rachel@Fairyland    |
| "-" به تک آهنگی اشاره دارد که در چارت قرار نگرفته یا منتشر نشده‌است. |                                    |                  |                     |

## زندگی شخصی
موریس با فرایرز، تهیه‌کننده موسیقی، ازدواج کرده‌است.
برادرش ویلیام با لوسی رز، خواننده و ترانه سرای انگلیسی ازدواج کرده‌است.
در ۲۶ می ۲۰۲۱، موریس در حساب اینستاگرام خود اعلام کرد که اولین فرزند خود و فرایرز را باردار است.
دختر آنها، مارلا، در ژوئن ۲۰۲۱ به دنیا آمد.